# Generalni konzulat Republike Slovenije v Torontu
Generalni konzulat Republike Slovenije v Torontu je diplomatsko-konzularno predstavništvo (generalni konzulat) Republike Slovenije s sedežem v Torontu (Kanada); spada pod okrilje Veleposlaništvu Republike Slovenije v Kanadi.
Trenutni častni konzul je John Doma.